# Épura

Projeções na épura.

A épura é uma representação, num plano, de qualquer entidade geométrica, mediante projeções ortogonais. Ela é muito usada em geometria descritiva e em desenho técnico para a representação de modelos e resolução de problemas.
As coordenadas dos respetivos pontos projetados são marcadas nos planos a partir da linha de terra (LT), a fim de identificá-los no espaço. A abscissa é uma coordenada que se baseia nas medidas da linha de terra, o afastamento refere-se ao deslocamento horizontal e a cota representa a altura.